# والتر ستيوارت أوين
والتر ستيوارت أوين هو محامي كندي، ولد في 26 يناير 1904 في Atlin, British Columbia ‏ في كندا، وتوفي في 13 يناير 1981 في فانكوفر في كندا.